# ألكسندر تاراسوف
ألكسندر تاراسوف (بالروسية: Тарасов, Александр Анатольевич)‏ (7 مارس 1972 - ) هو لاعب كرة قدم روسي في مركز الدفاع. لعب مع توربيدو موسكو ونادي سيسكا موسكو وFC Uralan Plus Moscow ‏ وFC FShM Moscow ‏ وFC Lukhovitsy ‏ وFC Torentul Chișinău ‏ وFC Monolit Moscow ‏ وFC Industriya Borovsk ‏.

## وصلات خارجية
- ألكسندر تاراسوف على موقع قاعدة بيانات كرة القدم.إي يو (الإنجليزية)